# Everyday (video)
Everyday es un video viral producido por el fotógrafo estadounidense Noah Kalina. Consta de una sucesión de fotografías del rostro de Kalina tomadas durante seis años, reproducidas una detrás de otra rápidamente.

## Vídeo
Kalina tomó su primera autofoto el día 11 de enero de 2000, cuando tenía 19 años. El video Everyday muestra las fotografías en orden cronológico, a una razón de ocho fotos por segundo, acompañado de una melodía al piano tocada por Carly Comando. A lo largo de la sucesión de fotos, la cara de Kalina permanece en el centro de la imagen, sin mostrar ningún sentimiento. Kalina subió el video a Vimeo en 8 de agosto de 2006 y a YouTube el 27 de agosto de 2006. Everyday fue incluido en un capítulo de Web Junk 20, del canal VH1, y en anuncios del servicio Roadrunner de la televisión por cable de Time Warner. William A. Ewing, director del Museo del Elíseo, dijo, a través de un artículo en New York Times: "El video de Noah representa un fenómeno amplificado no solo en lo que produjo y cómo lo hizo, sino en la medida de la cantidad de gente que ha conmovido en un intervalo tan corto de tiempo. No hay nada que se le pueda comparar en toda la historia de la fotografía". Para el mes de agosto de 2008, el video de Kalina contaba con más de 10 millones de visitas en YouTube.
La intención inicial de Kalina con Everyday era la de hacer un proyecto de fotografía, pero se animó a hacer un video al ver uno de Ahree Lee, que consistía en una sucesión de retratos del artista en un periodo de tiempo. Editó sus fotografías en un video y lo subió a YouTube. La música fue compuesta específicamente por Carly Comando para el video de Kalina, su pareja en aquel momento.
En diciembre de 2006, Kalina publicó 21 fotografías en Flickr, posando con algunos famosos estadounidenses, como Paris Hilton, Lance Bass, David Hasselhoff, Jenna Jameson y "Weird Al" Yankovic. La cadena de televisión norteamericana VH1 le invitó a estar entre bambalinas en la ceremonia del VH1 Big in '06 Awards. En la ceremonia que se emitió por televisión, se mostraron varias fotografías antes y después de las pausas publicitarias.
En el episodio de Los Simpson "Eternal Moonshine of the Simpson Mind" se hace una parodia del video de Kalina. En la parodia, 39 años de la vida de Homer Simpson aparecen con el mismo fondo musical que el video de Noah Kalina. El video acaba con la pantalla con la que acababan todos los videos de YouTube en 2007, en la que se muestran videos relacionados.

## Noah Kalina
Kalina, que nació en 1980, vive en Williamsburg, Brooklyn. Creció en Centerport, Nueva York, y estudió en la Harborfields High School. Luego se licenció en la School of Visual Arts.